# Гібридна інтелектуальна система
Гібридна інтелектуальна система (ГІС) — інструмент синергетичного штучного інтелекту, який призначений для моделювання ефектів взаємодії, самоорганізації, адаптації, які спостерігаються в системах, де тісно переплітаються природа, людина і техніка. Можливо, моделі і методи ГІС стануть релевантними складності задач, які вирішуються в системах підтримки прийняття рішень.

## Визначення
Під гібридною інтелектуальною системою прийнято розуміти систему, в якій для вирішення завдання використовується більш за один метод імітації інтелектуальної діяльності людини. Таким чином ГІС — це сукупність:
- аналітичних моделей
- експертних систем
- штучних нейронних мереж
- нечітких систем
- генетичних алгоритмів
- імітаційних статистичних моделей

Міждисциплінарний напрям «гібридні інтелектуальні системи» об'єднує учених і фахівців, що досліджують застосовність не одного, а декілька методів, як правило, з різних класів, до вирішення завдань управління і проектування.

## Історія виникнення терміна
Термін «інтелектуальні гібридні системі» з'явилися в 1992 г. Автори вкладали в нього зміст гібридів інтелектуальних методів, таких як експертні системи, нейромережі і генетичні алгоритми. Експертні системи представляли символьні, а штучні нейронні мережі і генетичні алгоритми — адаптивні методи Штучного інтелекту. Проте, в основному, новий термін стосувався досить вузької області інтеграції — експертних систем і нейромережі. Нижче наведено декілька трактувань цієї області інтеграції іншими авторами.

## Передумови
1. «Гібридний підхід» передбачає, що лише синергетична комбінація нейронних і символьних моделей досягає повного спектру когнітивних і обчислювальних можливостей (здібностей).
2. Термін «гібрид» розуміється як система, що складається з двох або більш інтегрованих підсистем, кожна з яких може мати різні мови представлення і методи виводу. Підсистеми об'єднуються разом семантично і по дії кожна з кожною.
3. Учені Центру Штучного інтелекту Cranfield University (Англія) визначають «гібридну інтегровану систему» як систему, що використовує більш ніж одну комп'ютерну технологію. Причому технології покривають такі області, як системи, засновані на знаннях конекціоністські моделі і бази даних. Інтеграція технологій дає можливість використовувати індивідуальну силу технології для вирішення специфічних частин завдання. Вибір технологій, що упроваджуються в гібридну систему, залежить від особливостей вирішуваного завдання.
4. Фахівці з University of Sanderland (Англія), що входять до групи HIS (англ. Hybrid Intelligent Systems), визначають «гібридні інформаційні системи» як великі, складні системи, які цілісно інтегрують знання і традиційну обробку. Вони можуть надавати можливість зберігати, шукати і маніпулювати даними, знаннями і традиційними технологіями. Гібридні інформаційні системи будуть значно сильнішими, ніж екстраполяції концепцій існуючих систем.

## Дивись також
- Інтелектуальна інформаційна система